# Władysław III Henryk
Władysław III Henryk (czes. Vladislav Jindřich, ur. ok. 1160 r., zm. 12 sierpnia 1222 r.), książę Czech od 23 czerwca 1197 r. do 6 grudnia 1197 r., margrabia Moraw w latach 1192–1194 oraz 1197–1222.
Najmłodszy syn króla Czech Władysława II i jego drugiej żony Judyty, córki Ludwika I (zm. 1140), pierwszego landgrafa Turyngii z dynastii Ludowingów. Przyrodni brat księcia Fryderyka, rodzony brat króla Przemysła Ottokara I.
W 1192 r. z nadania cesarza Henryka VI Władysław Henryk został margrabią Moraw. W tym w czasie jego brat Przemysł Ottokar I został księciem Czech, jednak już w 1193 r. został pokonany przez Henryka Brzetysława (bratanka Władysława II) i wygnany z kraju. W roku następnym (1194) nowy książę Czech najechał na Morawy i pokonał Władysława Henryka, który stracił swój tytuł i znalazł się w niewoli na praskim dworze. Po śmierci Henryka Brzetysława (1197 r.), Władysław Henryk w czerwcu tego roku został przez możnowładztwo wybrany na księcia Czech. Jego panowanie trwało zaledwie pół roku, bowiem gdy jego starszy brat Przemysł Ottokar I wrócił z wygnania i zagroził mu zbrojną interwencją, Władysław Henryk abdykował w grudniu 1197 r. na rzecz Przemysła Ottokara i z jego nadania został ponownie margrabią Moraw, którymi władał aż do swej śmierci. Został pochowany w Velehradzie.
Władysław Henryk ożenił się przed 1200 r. z Heilwidą, pochodzącą z Trnavy (dziś Chorwacja). Małżeństwo było bezdzietne. Po śmierci męża Heilwida mieszkała w Znojmie. 26 stycznia 1225 r. założyła pierwszy klasztor cysterek na Morawach w Oslavanach.